# Hinterreintalschrofen
Der Hinterreintalschrofen ist ein 2669 m hoher Gipfel in dem von Ost nach West verlaufenden Hauptkamm (auch Teufelsgrat genannt) des Wettersteingebirges in den Ostalpen. Vom Charakter her ist er ein massiver und dominant wirkender Gipfel mit einer hohen Felswand, die ins nördlich gelegene Reintal abbricht und das Erscheinungsbild des Wettersteins von Norden stark mitprägt. Trotzdem wird der Berg nur selten bestiegen. Nachbargipfel sind im Westen der Hochwanner (2746 m) und im Osten die Hundstallköpfe (2533 m). Der Teufelsgrat verläuft genau auf der Staatsgrenze zwischen Österreich (Bundesland Tirol, Gaistal) im Süden und Deutschland (Bundesland Bayern, Reintal) im Norden.

## Erstbesteigung
Die Erstbesteigung fand am 1. September 1871 durch den Freiherrn Hermann von Barth statt, nach Stefan Beulke jedoch erst 1897 durch A. Heinrich und F. Henning.

## Stützpunkte im Gaistal
- Gaistalalm auf 1356 m
- Rotmoosalm auf 2030 m
- Hemermoosalm auf 1417 m

## Leichtester Anstieg
Von der Rotmoosalm führt der Normalweg in einer Gehzeit von 2 bis 3 Stunden über die Südflanke des Hinterreintalschrofen durch Felsrinnen und felsdurchsetzte Schuttflächen zu einem Übergang auf den schmalen Westgrat, der teilweise ausgesetzt auf den sehr exponierten Gipfel führt. Diese Route erfordert Kletterfähigkeiten im Schwierigkeitsgrad UIAA I.

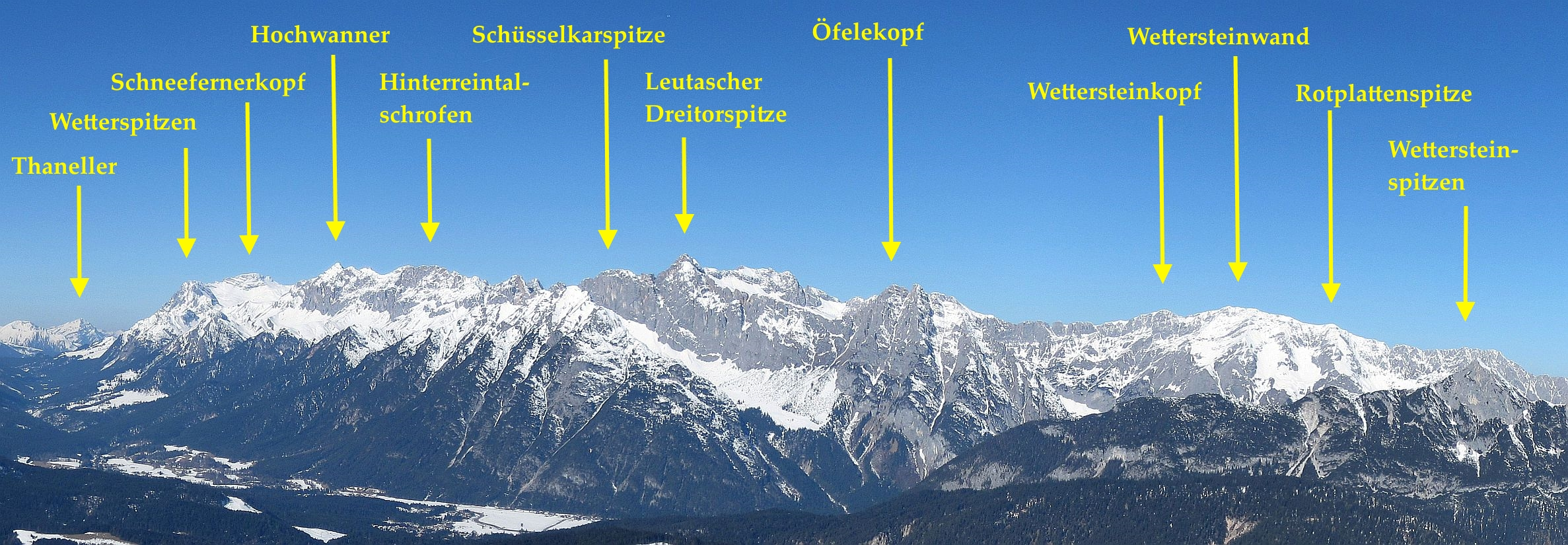
Der Hinterreintalschrofen im Wetterstein-Hauptkamm